# Atotonilco el Grande
Atotonilco el Grande là một đô thị thuộc bang Hidalgo, México. Năm 2005, dân số của đô thị này là 23823 người.